# Bachman-Turner Overdrive

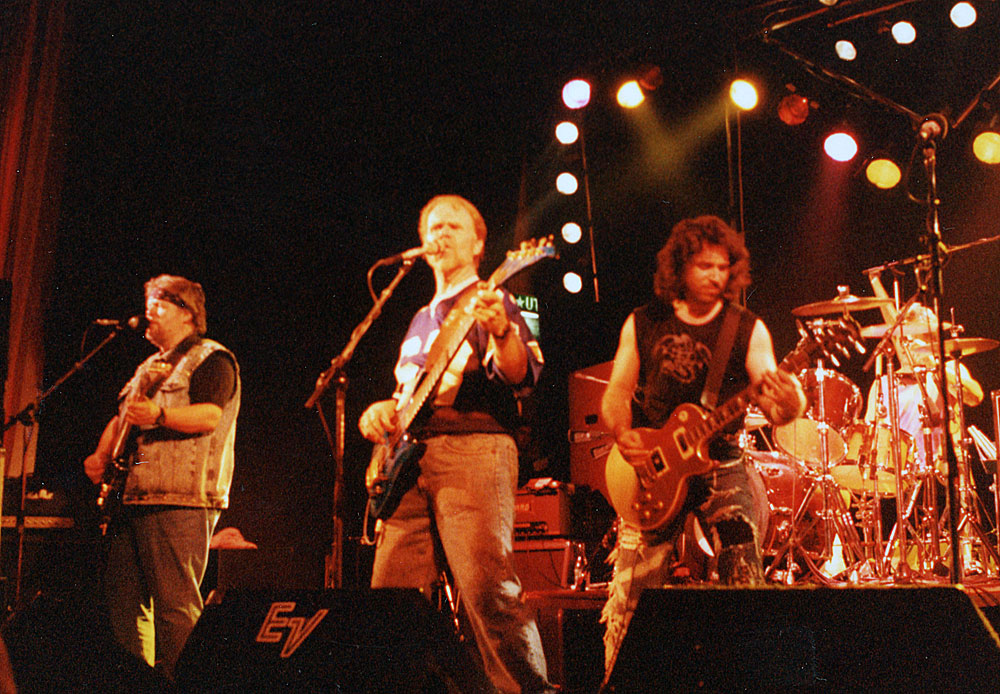
БТО на концерті у Швеції 14 квітня 1991

Bachman-Turner Overdrive (популярно: BTO) — канадський супергурт, утворений 1972 року у місті Вінніпег. До першого складу гурту ввійшли вінніпежці: Ренді Бахман (англ. Randy Bachman) нар. 27.09.1943 — вокал, гітара;
Тім Бахман (англ. Tim Bachman) — гітара, вокал; Роб Бахман (англ. Rob Bachman)
нар. 18.02.1953, — ударні; та Фред Тернер (англ. Fred Turner) нар. 16.10.1943 — бас, вокал. Ініціатором створення цієї формації був колишній учасник популярного канадського рок-гурту The Guess Who — Ренді Бахман.
Залишивши The Guess Who, Бахман записав сольну платівку «Ахе» і збирався співпрацювати з Кітом Емерсоном, однак незадовільний стан здоров'я цьому зашкодив. На сцену музикант повернувся разом з гуртом Brave Belt, у якому також грали його брат Роб, Фред Тернер та Чед Аллан. Brave Belt у період 1971—72 років записав два альбоми для фірми «Reprise» , після чого Аллана замінив Тім Бахман.
Музиканти змінили назву на Bachman—Turner Overdrive і 1973 року, уклавши угоду з фірмою «Mercury», випустили альбом, який приніс їм помірковану популярність у США та Канаді. 1974 року Тіма Бахмана замінив Блер Торнтон (англ. Blair Thornton), нар. 23.07.1950, Ванкувер, Канада. Переломним у кар'єрі Bachman—Turner Overdrive стало велике американське турне та платівка «Bachman — Turner Overdrive II», яка опинилась на четвертій позиції американського чарту, а сингл «Takin' Care Of Business» з цієї платівки піднявся до дванадцятого місця.
Третій лонгплей «Not Fragile», що з'явився влітку 1974 року, відразу злетів на вершину чарту у США, а виконаний характерним вокалом Ренді Бахмана твір «You Ain't Seen Nothing Yet» зайняв другу позицію у Британії. Однак платівка «Four Wheal Drive» 1975 року виявилась останньою роботою гурту, що потрапила у бестселерівську десятку, попри те, що Bachman — Turner Overdrive регулярно записувала альбоми та сингли майже до кінця сімдесятих.
1977 року колег залишив Ренді Бахман і утворив новий гурт Ironhorse, а на черговому альбомі «Freeways» дебютував Джим Кленч (англ. Jim Clench) — вокал, бас. Наступного року гурт скоротив назву до В.Т.О., однак це не допомогло відновити популярність і 1979 року В.Т.О. завершив свою діяльність.
1983 року гурт у складі: Ренді Бахман, Тім Бахман, Фред Тернер та Гері Пітерсон (англ. Gary Peterson) — ударні повернувся на сцену. Однак записаний для фірми «Columbia» альбом «В.Т.О.» не мав великого резонансу. Гурт виступав ще на початку дев'яностих, однак у цей період, не враховуючи компіляції, не з'явилось нових альбомів.

## Дискографія
- 1973: Bachman — Turner Overdrive
- 1973: Bachman — Turner Overdrive II
- 1974: Not Fragile
- 1975: Four Wheel Drive
- 1976: Head On
- 1976: The Best of BTO (So Far)
- 1977: Freeways
- 1977: Japan Tour
- 1978: Steet Action
- 1979: Rock'n'Rol! Nights
- 1979: BTO's Greatest Hits
- 1983: You Ain't Seen Nothing Yet
- 1984: B.T.O.
- 1986: B.T.O. Live! Live! Live!
- 1990: Greatest Hits
- 1990: Nightriding
- 1990: Greatest Hits (Live)
- 1994: Roll On Down The Highway

### Ренді Бахман
- 1970: Axe
- 1978: Survivor
- 1979: Ironhors (разом з групою Ironhors)
- 1980: Everything Is Grey (разом з групою Ironhors)
- 1981: On Strike (разом з групою Ironhors)

### Brave Belt
- 1971: Brave Belt
- 1972: Brave Belt 2.